# Das Adelsnest
Das Adelsnest (auch „Ein Adelsnest“, aus dem Russischen: Дворянское гнездо, Transkription: [dvorʲanskɔjɛ ɡnʲɛzdo]) ist ein Roman von Iwan Turgenjew, veröffentlicht in der russischen Literaturzeitschrift „Sowremennik“ im Januar 1859. Die Idee zum Roman entstand bereits im Jahr 1856. 1858 begann Turgenjew mit dem Schreiben des Werks und beschäftigte sich dabei hauptsächlich mit der Frage „Was ist Glück?“.
1856 erkrankt Turgenjew und beendet vorerst das Schreiben. 1857 setzt er den Roman fort.
Das Werk wurde positiv in der damaligen russischen Gesellschaft aufgenommen und zu Turgenjews meistgelesenem Roman bis zum Ende des 19. Jahrhunderts.

## Inhalt
Die Handlung beginnt mit der Rückkehr des russischen Adligen Fjodor Lawrezkij in seine Heimat, eine russische Stadt namens O.
In dem Haus der Kalitins, in das Lawrezkij kommt, wohnt seine Cousine Marja Dimitrewna, ihre Töchter sowie die Tante Marfa Timofejewna und ihre Bediensteten.
Fjodor Lawrezkij ist der Sohn eines Adligen und eines Dienstmädchens. Nach dem frühen Tod seiner Mutter wird er von seiner Tante und seinem Vater streng erzogen. Er heiratet Warwara Pawlowna und zusammen ziehen sie nach Paris. Dort fühlt er sich jedoch nie ganz wohl und erfährt durch Zufall, dass seine Frau fremdgegangen ist.
Lawrezkij zieht durch seine Rückkehr aus dem Ausland die Aufmerksamkeit der städtischen Bevölkerung auf sich. Die Kalitins erfuhren von der Heimkehr Lawrezkijs über Gedeonowskij, einen Bekannten der Familie.
Bei der Ankunft im Hause der Kalitins sympathisiert Fjodor mit Lisa Kalitina, der Tochter Maria Dimitrewnas, und erzählt ihr von der zerbrochenen Ehe mit seiner Frau. Lisa schlägt ihm vor, ihr zu vergeben, da sie gläubig ist und an die Heiligkeit der Ehe glaubt. Unerwartet trifft Michaljewitsch, ein alter Freund Lawrezkijs, ein, was die alten Bekannten zu langen Gesprächen anregt. Fjodor erfährt so auch von dem angeblichen Tod seiner Frau. Er geht zu Lisa und erzählt ihr diese Neuigkeit. Aber diese erzählt ihm, dass Panschin, ein Junggeselle mit gutem Ruf und Freund der Familie, ihr einen Antrag gemacht hat. Auf Bitte Fjodors lässt sich Lisa Zeit mit der Antwort. Als Panschin und Fjodor sich einmal über die Politik in Russland und Europa unterhalten, schenkt Lisa jedoch ihre Aufmerksamkeit meist Fjodor. Danach gestehen Fjodor und Lisa sich ihre Liebe. Plötzlich trifft jedoch Fjodors Frau ein und bittet Fjodor um Verzeihung, um deren Ehe zu retten. Lawrezkij willigt jedoch nicht ein und Warwara sucht Rat bei Marja Dimitrevna.
Lisa weiß auch über die Ankunft Warwaras Bescheid, hat jedoch bis dahin eine Aussprache mit Panšin und lehnt seinen Antrag höflich ab. Lisa rät Fjodor wiederholt, Warwara zu verzeihen, während er sich zurückzieht. Lisa geht ins Kloster. Warwara fährt wieder zurück nach Paris. Fjodor bleibt in seiner Heimat.

## Personen

### Fjodor Iwanowitsch Lawrezkij
Der Hauptcharakter des Romans ist der 35-jährige Adlige Lawrezkij. Er ist groß, gut gebaut, blond, hat blaue Augen und ein typisch russisches Gesicht. Er wurde spartanisch erzogen und stammt aus einer berühmten Adelsfamilie. Im Roman wurden mehrere Seiten seiner Familiengeschichte gewidmet.
Sein Vater Iwan war ein Schüler und Anhänger Rousseaus. Er hatte etwas für das junge Zimmermädchen Malanja übrig. Sein Beharren auf der Vermählung mit ihr verursachte seine Enterbung. Gegen den Willen seiner Eltern, Fjodors Großeltern, heiratete er sie. Danach musste Iwan seine Malanja bei Verwandten lassen, während er ins Ausland ging. Nach der Geburt Fjodors kehrt Malanja zu den Lawrezkijs zurück, die sie daraufhin anerkennen mussten. Nach 12 Jahren kehrt Iwan zurück nach Russland. Die Erziehung Fjodors übernahm seine Tante, Iwans Schwester, Glafira, vor welcher Fjodor sich aufgrund ihrer Bösartigkeit und Eifersucht fürchtete. Nach der Rückkehr seines Vaters lernte Fjodor unter strengem Regime Mathematik, Geisteswissenschaften, Heraldik, Internationales Recht und Tischlerei. Seine Tante bemühte sich, ihm die französischen Manieren und Ansichten beizubringen, die er jedoch nie verinnerlichen konnte.
Nach dem Tod seines Vaters fängt Fjodor an, in Moskau zu studieren. In dieser Lebensphase machten sich die Folgen seiner strengen Erziehung bemerkbar: er fand keine richtigen Freunde und tat sich schwer mit Beziehungen zu Frauen. Einen Freund namens Michaljewitsch, den er durch die Familie Korobjinitsch kennenlernte, hatte er jedoch.
Fjodor verliebte sich bei einem Ball in Warwara Pawlowna und sie heirateten. Als sie nach Petersburg kamen, bekamen sie einen Sohn, der jedoch starb. Auf Empfehlung eines Arztes zogen sie nach Frankreich. Als Fjodor herausfindet, dass seine Frau fremdgegangen ist, reist er nach Italien. Nach vier Jahren kommt er zurück in die Stadt O. Lawrezkij bleibt trotz schwerer Schicksalsschläge stets menschlich, was nicht zuletzt an seiner Mutter einfacher Abstammung liegt.

### Warwara Pawlowna Lawrezkaja, geb. Korobjina
Warwara ist die junge schöne Tochter eines Generals. Sie ist selbstbewusst und eine gute Hausfrau. Nachdem sie einen Sohn mit Lawrezkij verloren hatte, bekam sie eine Tochter namens Ada. In Paris blüht sie sehr auf, lernt viele Leute kennen und ist immer in Gesellschaft, veranstaltet und geht auf viele gesellschaftliche Etablissements. In Paris wird sie jedoch auch als eheliche Verräterin enttarnt und versucht dies auch nicht zu rechtfertigen.

### Lisa Kalitina
Lisa ist 19 Jahre alt, groß schlank und dunkelhaarig. Sie wohnt mit ihren Geschwistern, Mutter und Großtante in der Stadt O. auf dem Gut der Kalitins. Sie ist die fleißige, fromme und pflichtbewusste Tochter Marjas. Sie ist einfühlsam, ehrlich und verständnisvoll, aber auch stark in der Erziehung von ihrer Amme Agafja beeinflusst worden. Sie empfindet Glück als Sünde, deshalb lässt sie auch nicht zu, dass die Liebe zwischen ihr und Lawrezkij die Oberhand gewinnt. Am Ende widmet sie ihr Leben alleine Gott und der Kirche.

### Marja Dimitrewna Kalitina (geb. Pestowa)
Die 50-jährige Marja Dimitrewna ist die Gutsbesitzerin und Witwe eines ehemaligen Gouvernementstaatsanwalts. Sie ist verwöhnt, launisch und teilweise scheint sie unnatürlich. Sie hat blondes Haar, ein sympathisches Äußeres und hat sich für ihre Jahre gut gehalten. Ihr Haus, in dem sie mit ihren drei Kindern, zwei Töchtern und einem Sohn, wohnt, zählt zu den wohlhabendsten der Stadt. Lawrezkijs Ansichten versteht sie oft nicht und empfindet ihn manchmal als seltsam. Bei der Rückkehr nach Russland schafft es Warwara, sie auf ihre Seite zu bekommen.

### Marfa Timofejewna Pestowa
Die Tante Marjas, die auch mit im Haus der Kalitins wohnt, ist ca. 70 Jahre alt, klug und einflussreich. Sie empfindet gegenüber Schwätzerei und sinnlosem Gerede wie dem von Gedeonowskij Abneigung.
Marfa Timofejewna ist nicht leicht zufrieden zu stellen. Sie sucht sogar Feindseligkeit zu Panschin und heißt es nicht gut, dass dieser Lisa umwirbt, obwohl er einen guten Ruf hat und zu den besten Junggesellen der Stadt zählt. Sie sympathisiert mit Lawrezkij und steht auch stets auf seiner Seite.

### Wladimir Nikolajewitsch Panschin
Panschin ist ein gut erzogener 28-jähriger Beamter. Durch seine Redegewandtheit und seinen guten Ruf zählt er zu den begehrtesten Junggesellen der Stadt. Er ist selbstbewusst und ein guter Menschenkenner.
Er hat einige Talente und Vorzüge mit sich: er ist gebildet, spielt Klavier, verfasst Romanzen, malt und vom Amt her ist er ein Petersburger Beamter, der auf besondere Anweisung in die Stadt O. gekommen ist. Panschin wirbt um die junge Lisa und ist somit als Lawrezkijs Gegenspieler zu erkennen.

### Weitere Personen
- Gedeonowskij – geschwätziger, geselliger Mann, der gerne Geschichten erfindet
- Kristofor Fjodorowitsch Lemm – unglücklicher, alter Musiklehrer aus Deutschland, der sich nur schwer in Russland zurechtgefunden hat
- Michaljewitsch – ein guter Freund Lawrezkijs aus Studienzeiten
- Lenotschka – jüngere Tochter Marjas
- Schurotschka – Verbündete und Bedienstete Marfa Timofejewnas
- Nastjasja Karpovna – Verbündete und Bedienstete Marfa Timofejewnas

## Hauptthemen des Romans

### Russischer Adel in der Wende
Eins der Hauptthemen, mit denen Turgenjew sich zu der Zeit der Entstehung des Werkes auseinandersetzte, hing mit der Entwicklung des russischen Adels zusammen. Russland befand sich im 19. Jahrhundert in einer Wende. Reformen standen auf dem Plan und die Leibeigenschaft der Bauern sollte aufgelöst werden. Dies führt zu einer neuen Darstellung des Adels, der an der Perspektivlosigkeit verzweifelte, sich nicht dem neuen Regime fügen wollte, jedoch auch keinen Widerstand leistete, weil es sinnlos erschien. Die Rolle des Adels wird somit überflüssig. Die Haupthandlung des Romans kreist um die tragische Geschichte einer Adelsfamilie, in der auch am Ende keine große Veränderung eintritt. Lawrezkij verkörpert diesen überflüssigen Menschen am besten im Roman, da sein Lebensweg unklar ist und bleibt.

### Slawophilie vs. westliche Kultur
Dieser Gegensatz ist besonders in den beiden Frauenfiguren Warwara und Lisa anzutreffen. Warwara steht für das Westliche, die neuen Regeln und Ideen. Sie ist gesellig, spontan und selbstbewusst, während Lisa standhaft und fromm ist. Sie verkörpert das Konventionelle, also in Turgenjews Sinne, das traditionell Russische, die alten Normen. Auch durch ihren Glauben und ihre Vernunft sowie das Pflichtbewusstsein prägt sie das Bild der Slawophilie im Roman. Lawrezkij nimmt im Roman auch eine slawophile Rolle ein, da er sich in Frankreich nicht wirklich wohl fühlt und auch trotz der Erziehung seiner westlich orientierten Tante immer seine Heimat und das Traditionelle im Vordergrund sieht. Die Gegenstellung von westlicher Kultur und Slawophilie zieht sich durch den ganzen Roman.
Turgenjew kritisiert somit die Verehrung der westlichen Kultur, insbesondere die Übernahme der Erziehung und Manieren, Lebensstil und politischen Ansichten.

### Glück vs. Pflicht
Eine weitere Gegenüberstellung verkörpern Lawrezkij und Lisa, was auch der Hauptgrund für ihre nicht geglückte Liebe ist. Lawrezkij ist das Glück, trotz seines Pflichtbewusstseins, wichtig und er versucht Lisa davon zu überzeugen, dass sie dieses Glück zusammen haben können. Lisa ist durch ihre Frommheit und Erziehung absolut pflichtbewusst und könnte niemals ihr Glück vor den Glauben zu Gott und Pflichten gegenüber ihrem Land stellen. Weitere Themen im Roman sind die Frage nach Sittlichkeit, die Veränderung der Leibeigenschaft, Turgenjews Frauenbilder.

## Stil und Form
Der Roman besteht aus 45 Kapiteln und einem Epilog und spielt im Jahr 1842. Die Handlung verläuft über zwei Monate und der Epilog findet zeitlich acht Jahre nach der Handlung statt. Das Adelsnest wird auch oft als Roman der Biographien klassifiziert. So besteht der Roman zum großen Teil aus Lawrezkijs (8. bis 16. Kapitel), Warwaras (13. bis 14. Kapitel) und Lisas (35. Kapitel) Biographien. Die langen biographischen Diskurse in die Vergangenheit sind von Turgenjew gewollt und meist notwendig, um das Handeln der Charaktere besser zu verstehen. Der Leser wird dadurch direkt angesprochen und in die Vergangenheit mitgenommen.
Es handelt sich auch um einen lyrischen Roman. Das zeigt Turgenjews Beschreibung der Natur, die mit der inneren Welt der Protagonisten förmlich verschmilzt. Genauso neigt er auch zu Auslassungen wie bei der „unausgesprochenen Liebe“ zwischen Lawrezkij und Lisa und der Auslassung von Gefühlsbeschreibungen und deren Analyse.
Musik spielt auch verstärkt eine Rolle, durch die die Emotionalität verstärkt wird. Erwähnte Musik von Beethoven, Weber, Donizetti, Strauss usw. verstärkt auch die Lyrik des Romans und wird als Spiegel der Seele und zur Vorhebung der Schönheit der Natur genutzt.

## Verfilmung
- 1969: Ein Adelsnest (Дворянское гнездо)

## Ausgaben
- Das Adelsnest. Roman. Übersetzt von Adolf Gerstmann. Janke, Berlin 1920.
- Ein Adelsnest. Roman. Deutsch von Johannes von Guenther. Drei Masken, München 1922.
- Rudin. Ein Adelsnest. Ins Deutsche übertragen von Gregor Jarcho. Wegweiser, Berlin 1923.
- Ein Adelsnest. Deutsch von Rose Wittfogel. Verlag für fremdsprachige Literatur, Moskau 1947.
  - Ein Adelsnest. Mit einem Nachwort von Karl Junghans. Reclam, Leipzig 1959.
- Das Adelsnest. Roman. Übertragung und Nachwort von Arthur Luther. Scherpe, Krefeld 1948.
- Das Adelsnest. Übersetzung und Nachwort von Valerian Tornius. Dieterich, Leipzig 1954. 2. Aufl. 1962. 3. Aufl. 1972.
- Väter und Söhne. Das Adelsnest. 2 Romane. Aus dem russischen Original ins Deutsche übertragen von Hermann Buchner. Nachwort von Hermann Buchner. Buchgemeinschaft Donauland, Wien 1969.
- Romane: Rudin, Ein Adelsnest, Väter und Söhne. Aus dem Russischen übersetzt von Josef Hahn. Winkler, München 1972.
- Ein Adelsnest. Aus dem Russischen übersetzt von Herbert Wotte. Aufbau-Verlag, Berlin 1980. 4. Aufl. 1985. Insel-Verlag, Frankfurt am Main 1996.
- Das Adelsgut. Roman. Aus dem Russischen übersetzt von Christiane Pöhlmann. Nachwort von Michail Schischkin. Manesse, München 2018.